# Ethel Merman
Ethel Merman, pseudonimo di Ethel Agnes Zimmermann (New York, 16 gennaio 1908 – New York, 15 febbraio 1984), è stata una cantante e attrice statunitense.

## Biografia
Nata nel distretto del Queens, si appassionò al canto sin da piccola e cominciò giovanissima a esibirsi nei teatri di New York. Nel 1930 venne ingaggiata per interpretare il ruolo della protagonista Kate Fothergill nella prima assoluta a Broadway del musical Girl Crazy di George Gershwin, con Ginger Rogers e Allen Kearns. Dotata di una voce vibrante e incisiva, e di una spumeggiante presenza scenica, la Merman ottenne grande successo in questo spettacolo, lanciando celebri canzoni, su tutte l'indimenticabile I Got Rhythm. Nel 1932 interpretò Wanda Brill/Lora/queen nella prima assoluta di Take a Chance di Nacio Herb Brown all'Apollo Theater di New York.
Successivamente l'attrice avvierà una proficua collaborazione con il compositore Cole Porter, a partire dal ruolo di Reno Sweeney nel frizzante musical Anything Goes, grande successo di Broadway a partire dal 1934. Qui Ethel Merman lanciò classici del jazz, come Anything Goes o I Get a Kick Out of You. Frutto della fortunata partnership con Porter saranno commedie musicali di successo, nei ruoli di Nails O'Reilly Duquesne nella prima assoluta di Red, Hot and Blue! (1936) con Jimmy Durante e Bob Hope, con il famoso standard It's De-Lovely, di Jeanette Adair nella prima assoluta di Stars in Your Eyes con Durante al Majestic Theatre di New York e di May Daly/contessa du Barry/duchessa de Grammont nella prima assoluta di DuBarry was a Lady (1939), di Hattie Maloney nella prima assoluta di Panama Hattie (1940), in cui la Merman dimostrò tutta la sua verve vocale e interpretativa, e di Blossom Hart nella prima assoluta di Something for the Boys (1943) con Betty Garrett.
La vera consacrazione arrivò però nel 1946, grazie alla sua interpretazione dell'affascinante pistolera protagonista del musical Annie Get Your Gun di Irving Berlin, prodotto da Richard Rodgers e Oscar Hammerstein II, basato sulla vita di Annie Oakley. La piece ottenne un successo enorme e la Merman vi lanciò quella che sarebbe diventata la "sua" canzone, There's No Business Like Show Business, scritta da Berlin, divenuta poi un inno al mondo dello spettacolo. 
Divenuta la "regina di Broadway", nel 1950 interpretò Sally Adams nella prima assoluta di Call Me Madam di Berlin con Paul Lukas e Lilia Skala, ruolo che nel 1951 le farà ottenere un Tony Award. 
Nel 1954 per la televisione fu Reno Sweeney in Anything Goes con Bert Lahr e Frank Sinatra per la NBC e Hattie Maloney in Panama Hattie per la CBS. Nel 1959 tornò alla grande sulle scene nel ruolo dell'eccentrica e ambiziosa stage mother Rose nel musical Gypsy di Jule Styne con Jack Klugman, acclamato dal pubblico e dalla critica. Qui lanciò la canzone Everything's Coming up Roses, che si aggiunse al suo repertorio.
Negli anni seguenti diradò le sue interpretazioni teatrali. Fu Annie Oakley in Annie Get Your Gun nel 1966 al Lincoln Center for the Performing Arts e nel 1967 per la NBC. La sua ultima grande interpretazione fu nel 1970 come protagonista nel musical Hello, Dolly, originariamente scritto per lei, ma che prima era stato interpretato da dive come Carol Channing, Ginger Rogers, Martha Raye e Betty Grable. Per questa sua interpretazione si aggiudicò un Drama Desk Award.
Nel 1979 Ethel Merman fece scalpore incidendo un album in cui si esibì interpretando un'eccentrica versione disco di alcuni dei suoi grandi successi, come Alexander's Ragtime Band, Everything's Coming up Roses e There's No Business Like Show Business.
Attiva anche sul grande schermo, interpretò la trasposizione cinematografica di due suoi grandi successi teatrali, Anything Goes nel 1936, e Chiamatemi Madame nel 1953, ma negli ultimi anni preferì l'attività televisiva. Sposata quattro volte (l'ultima delle quali con l'attore Ernest Borgnine), Ethel Merman ebbe due figli. Morì a causa di un tumore al cervello all'età di settantasei anni.

## Filmografia parziale

### Cinema
- Follow the Leader (1930) regia di Norman Taurog
- We're Not Dressing (1934) regia di Norman Taurog
- Il tesoro dei faraoni (Kid Millions), regia di Roy Del Ruth (1934)
- The Big Broadcast of 1936 (1935) regia di Norman Taurog
- Coniglio o leone? (Strike Me Pink), regia di Norman Taurog (1936)
- Anything Goes (1936) regia di Lewis Milestone
- Stella del Nord (Happy Landing), regia di Roy Del Ruth (1938)
- La grande strada bianca (Alexander's Ragtime Band), regia di Henry King (1938)
- La taverna delle stelle (Stage Door Canteen), regia di Frank Borzage (1943)
- Chiamatemi Madame (Call Me Madam), regia di Walter Lang (1953)
- Follie dell'anno (There's No Business Like Show Business), regia di Walter Lang (1954)
- Questo pazzo, pazzo, pazzo, pazzo mondo (It's a Mad, Mad, Mad, Mad World), regia di Stanley Kramer (1963)
- L'arte di amare (The Art of Love), regia di Norman Jewison (1965)
- Ritorno a Oz (Journey Back to Oz), regia di Hal Sutherland (1974)
- Won Ton Ton, il cane che salvò Hollywood (Won Ton Ton: The Dog Who Saved Hollywood), regia di Michael Winner (1976)
- L'aereo più pazzo del mondo (Airplane!), regia di Jim Abrahams, David Zucker (1980)

### Televisione
- General Electric Theater – serie TV, episodio 4x26 (1956)
- Vacation Playhouse – serie TV, episodio 1x10 (1963)
- Batman – serie TV, 3 episodi (1967)
- Tarzan – serie TV, episodi 2x11-2x12 (1967)
- Love Boat (The Love Boat) – serie TV, 6 episodi (1979-1982)

## Doppiatrici italiane
- Lydia Simoneschi in Follie dell'anno, Questo pazzo, pazzo, pazzo, pazzo, mondo, L'arte di amare
- Alina Moradei in Batman, Love Boat (ep. 2x27)
- Rosetta Calavetta ne La grande strada bianca
- Elena Magoia in Muppet Show

Da doppiatrice è sostituita da:
- Alina Moradei ne Il Natale di Rudolf e Frosty
- Monica Pariante in Ritorno a Oz